# Primer Consejo Budista

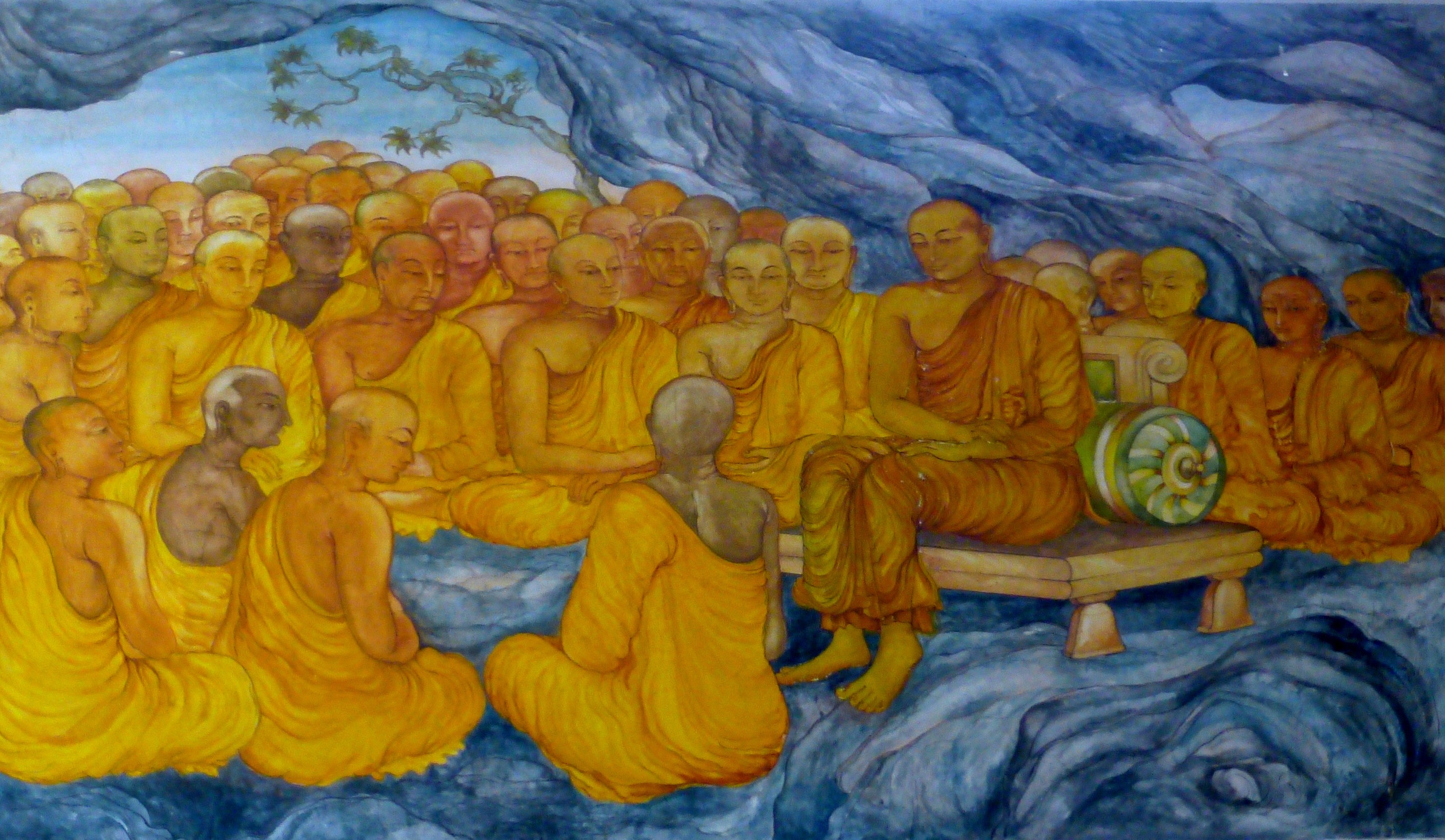
Primer Consejo en Rajgir, pintando en el Nava Jetavana, Shravasti

El Primer Consejo Budista fue una reunión de monjes mayores de la orden budista convocada justo después de la muerte de Gautama Buda en c. 400 a. C. La historia de la reunión está registrada en el Vinaya Pitaka de los Theravada y las escuelas budistas sánscritas. Todas las escuelas budistas la consideran canónica, pero en ausencia de pruebas externas a los sutras budistas, algunos eruditos han expresado dudas sobre la historicidad del evento.

## Descripción

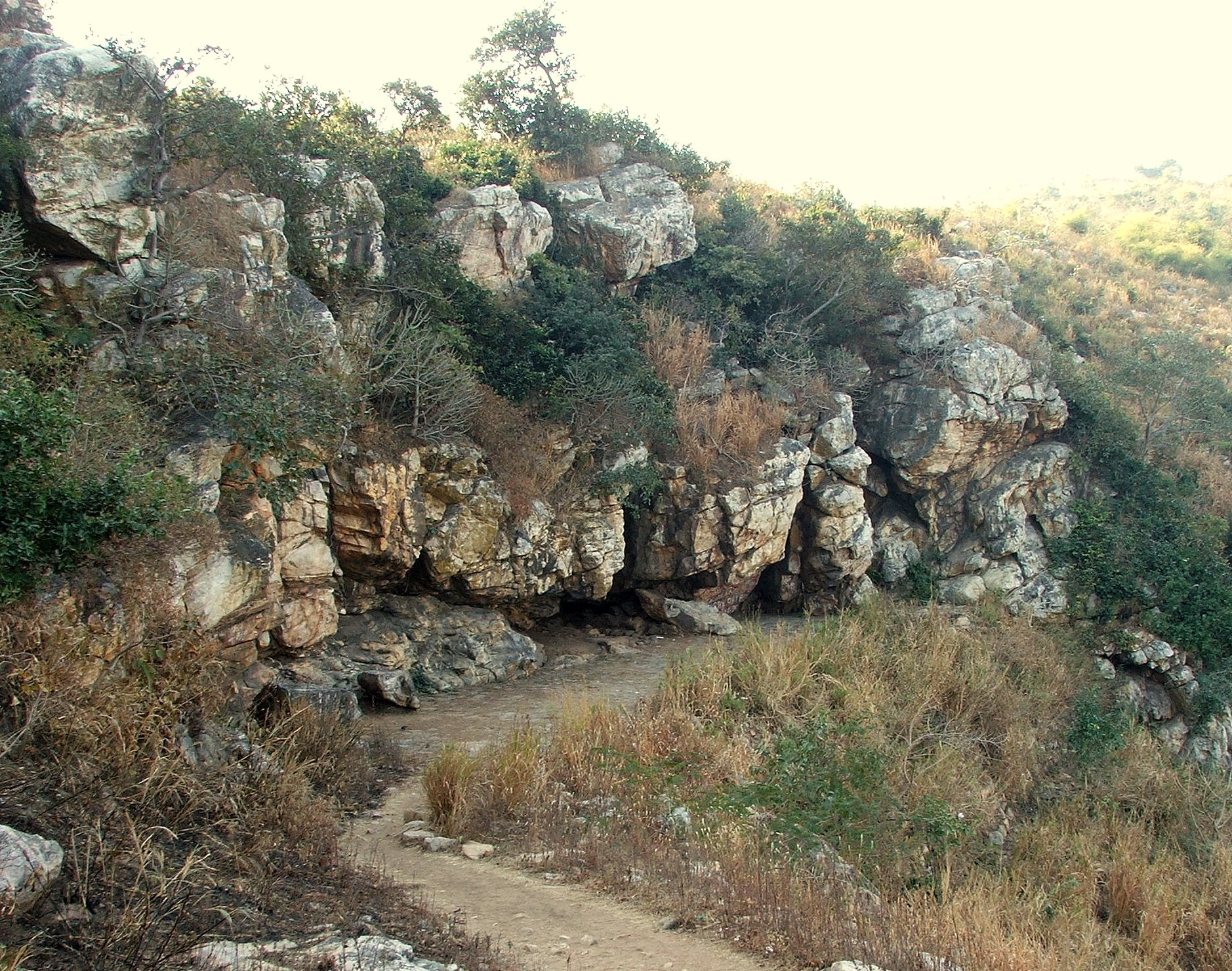
La Cueva de Saptaparni en Rajgir, donde se pudo haber celebrado el Primer Consejo Budista.

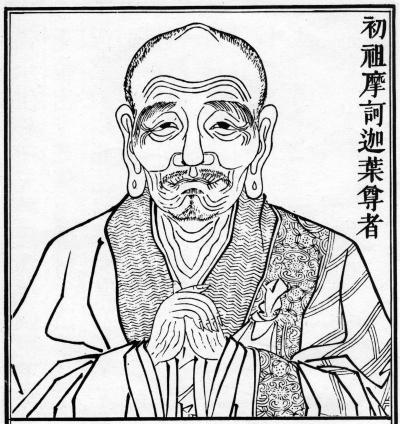
Mahakashyapa, ilustración china sobre madera.

Un consejo de 500 arhats  se celebró en Rajgir (sánscrito: Rājagṛha) tres meses después de la muerte del Buda para acordar el contenido del Dhamma y el Vinaya. Se dice que tras la muerte del Buda Gautama, 499 de los principales arhats del Buda fueron elegidos para asistir al consejo, con un asiento reservado para Ananda, entonces un sotapanna. Al acercarse la reunión, Ananda se entrenó hasta el amanecer del día del consejo. Cuando llegó el amanecer, decidió acostarse y antes de que su cabeza golpeara la almohada se convirtió en un arhat.
La reunión fue dirigida por Mahakashyapa bajo el patrocinio del rey Ayata Shatru. Su objetivo era preservar los dichos de Buda (suttas) y la disciplina o reglas monásticas (Vinaya-pitaka). Aunque el Buda permitió a la Sangha abolir las reglas menores, la Sangha tomó la decisión unánime de mantener todas las reglas del Vinaya. Ananda recitó los Suttas, de tal manera que cada uno comienza: «Así he escuchado» (pali: Evaṃ me sutaṃ). El monje Upali (sánscrito उपालि upāli) recitó el Vinaya.
En cuanto al Abhidhamma-pitaka, la tercera gran división del Tipitaka, los estudiosos occidentales han sugerido que se compuso probablemente a partir del año 300 a. C. debido a su contenido y a las diferencias de idioma y estilo. Según la tradición Theravada mantenida por los maestros de Atthakatha responsables de su memorización, los seis cánones del Abhidhamma-pitaka, uno de sus Matika, y el antiguo Atthakathā (comentario) también se incluyeron en el primer consejo budista en la categoría de Sutta, pero su literatura es diferente de la de Sutta porque el Abhidhamma-pitaka fue escrito por Shariputra.

## Historicidad
La tradición afirma que el Primer Concilio tiene una duración de siete meses. Los estudiosos dudan, sin embargo, si todo el canon fue realmente recitado durante el Primer Concilio, porque los primeros textos contienen diferentes relatos sobre temas importantes como la meditación. Sin embargo, puede ser que se recitaran versiones tempranas de lo que ahora se conoce como Vinaya-pitaka y Sutta-pitaka. No obstante, muchos estudiosos, desde finales del siglo XIX en adelante, han considerado improbable la historicidad del Primer Concilio. Algunos estudiosos, como los orientalistas Louis de La Vallée-Poussiny y D.P. Minayeff, pensaron que debió haber asambleas después de la muerte del Buda, pero consideró solo a los personajes principales y algunos eventos antes o después del Primer Consejo histórico. Otros académicos, como el budólogo André Bareau y el indólogo Hermann Oldenberg, consideraron probable que el relato del Primer Concilio fuera escrito después del Segundo concilio budista, y basado en el del segundo, ya que no hubo problemas para resolver después de la muerte de Buda, o cualquier otra necesidad de organizar el Primer Concilio. Por otro lado, el arqueólogo Louis Finot, el indólogo EE Obermiller y, en cierta medida, Nalinaksha Dutt pensaban que el relato del Primer Concilio era auténtico, debido a las correspondencias entre los textos en pali y las tradiciones sánscritas. El indólogo Richard Gombrich, siguiendo Bhikkhu Sujato y los argumentos de Bhikkhu Brahmali, establece que «es de sentido común para creer ... que gran parte del Canon Pali no conservan para nosotros el «Buda-vacana», 'las palabras del Buda', sino que transmiten a nosotros a través de su discípulo Ānanda y el Primer Concilio».